# Leptolebias marmoratus
Leptolebias marmoratus är en fiskart som först beskrevs av Ladiges, 1934.  Leptolebias marmoratus ingår i släktet Leptolebias och familjen Rivulidae. IUCN kategoriserar arten globalt som sårbar. Inga underarter finns listade i Catalogue of Life.